# Бёнсе
Бёнсе́ (фр. Buncey) — коммуна во Франции, находится в регионе Бургундия. Департамент коммуны — Кот-д’Ор. Входит в состав кантона Шатийон-сюр-Сен. Округ коммуны — Монбар.
Код INSEE коммуны — 21115.

## Население
Население коммуны на 2010 год составляло 386 человек.
| 1962 | 1968 | 1975 | 1982 | 1990 | 1999 | 2010 |
| ---- | ---- | ---- | ---- | ---- | ---- | ---- |
| 353  | 352  | 286  | 364  | 395  | 386  | 386  |

## Экономика
В 2010 году среди 243 человек трудоспособного возраста (15—64 лет) 158 были экономически активными, 85 — неактивными (показатель активности — 65,0 %, в 1999 году было 67,3 %). Из 158 активных жителей работали 149 человек (84 мужчины и 65 женщин), безработных было 9 (6 мужчин и 3 женщины). Среди 85 неактивных 20 человек были учениками или студентами, 44 — пенсионерами, 21 были неактивными по другим причинам.